# 2009 في إيطاليا
فيما يلي قوائم الأحداث التي وقعت خلال عام 2009 في إيطاليا.

## أحداث
- 6 أبريل – زلزال لاكويلا 2009

## سياسة

### انتهاء فترة المنصب
- 21 فبراير – والتر فيلتروني Secretary of the Democratic Party ‏.
- 8 يونيو – ماتيو رينزي president of the Province of Florence ‏.
- 13 يوليو – ماتيو سالفيني عضو مجلس النواب في الجمهورية الإيطالية.

## رياضة
- 1 يناير – كرة القدم في ألعاب البحر الأبيض المتوسط 2009
- 1 يناير – ميلان-سان ريمو 2009 الفائزون هاينريش هوسلر، مارك كافنديش، تور هوسهوفد.

## أفلام
من الأفلام التي صدرت هذه السنة في إيطاليا:
- 1 يناير – الجميع بخير من إخراج كيرك جونز.
- 1 يناير – الدوقة من إخراج Saul Dibb [الإنجليزية]‏.
- 1 يناير – تسعة من إخراج روب مارشال.
- 1 يناير – ملائكة وشياطين من إخراج رون هاوارد.
- 1 يناير – ميتال غير:العمل الخيري
- 18 مايو – ضد المسيح من إخراج لارس فون ترايير.
- 21 مايو – الشريط الأبيض من إخراج مايكل هاينيكي.
- 21 مايو – تيرميناتور: الخلاص من إخراج ماك جي.
- 22 مايو – الزمن الباقي من إخراج إيليا سليمان.

## برامج ومسلسلات وأنمي
- رومانزو كريمينالي - المسلسل

### يناير
- 11 يناير – بيو لاغي (مواليد 1922)

### فبراير
- 12 فبراير – جاكومو بولغاريلي (مواليد 1940) لاعب كرة قدم إيطالي.

### مارس
- 1 مارس – باولو مافيي (مواليد 1926)
- 7 مارس – فرانسيسكو زاغاتي (مواليد 1932) لاعب كرة قدم إيطالي.

### أبريل
- 4 أبريل – ماريو دي أجاتا (مواليد 1926) ملاكم إيطالي.

### مايو
- 28 مايو – أركولي رابيتي (مواليد 1921) لاعب ومدرب كرة قدم إيطالي.

### يونيو
- 23 يونيو – أدريانو دورانتي (مواليد 1940) درّاج طريق إيطالي.

### يوليو
- 11 يوليو – أرتورو جاتي (مواليد 1972) ملاكم كندي.

### ديسمبر
- 30 ديسمبر – أنتوني أيه أليمو (مواليد 1920)